# Дмитриев, Валентин Георгиевич
Валентин Георгиевич Дмитриев (1936—2011) - российский учёный в области лазерной физики, лауреат Государственной премии СССР.
Родился 15 ноября 1936 г. в г. Москве.
Окончил физический факультет МГУ им. М. В. Ломоносова (1960) и его аспирантуру (1963), ученик Р. В. Хохлова и С. А. Ахманова.
В апреле 1963 г. после защиты кандидатской диссертации был распределен на предприятие п/я 2008 (будущий НИИ «Полюс» им. М. Ф. Стельмаха), должности: старший инженер, ведущий инженер, начальник лаборатории (1963—1971), начальник отдела (1971—1983), начальник отделения, директор НТК «Полюс-Квант», с 1997 г. заместитель директора НИИ по научному направлению лазерной гироскопии.
С 1969 г. преподавал на базовой кафедре квантовой электроники ФФКЭ МФТИ, читал спецкурс «Нелинейные явления в радиофизике и оптике» и курс «Введение в физику лазеров», руководил научной работой дипломников и аспирантов.
Сфера научных интересов — лазерная физика, нелинейная оптика, лазерная гироскопия, оптические и оптикоэлектронные системы и комплексы, лазерная медицина.
Основатель и руководитель работ НИИ «Полюс» по нелинейной оптике и разработке лазеров с преобразованием и перестройкой частоты. Совместно с С. А. Ахмановым предложил новый метод спектроскопии высокого разрешения с использованием параметрических сверхрегенераторов ИК-диапазона, и совместно с О. Ф. Бутягиным — метод широкополосного преобразования частоты в нелинейных кристаллах. Разработал ряд приборов, нашедших широкое применение.
Создал научную школу — более 30 кандидатов и 1 доктор наук по квантовой электронике.
Доктор физико-математических наук (1974), профессор (1984).
Лауреат Государственной премии (1984) — за разработку физических принципов высокоэффективного преобразования частоты лазерного излучения в нелинейных кристаллах и создание на их основе источников когерентного излучения, перестраиваемых в ультрафиолетовом, видимом и инфракрасном диапазонах.
Награждён орденом «Знак Почёта», медалями, знаками «Почётный радист СССР», «Почётный работник электронной промышленности», медалями ВДНХ.
Окончил два курса Гнесинского училища (1955), играл на альте.
Умер после тяжелой болезни 15 сентября 2011 г.

## Сочинения
- Прикладная нелинейная оптика. — Москва : Физматлит, 2004. — [518] с.; ISBN 5-9221-0453-5
- Нелинейная оптика и обращение волнового фронта/ В. Г. Дмитриев. — М. : Физматлит, 2003 (Иваново : ФГУП Иван. обл. тип.). — 256 с. : ил., табл.; 22 см; ISBN 5-9221-0361-X
- Нелинейная оптика и обращение волнового фронта / В. Г. Дмитриев. — М. : Физматлит, 2000 (2001). — 256 с. : ил.; 22 см; ISBN 5-9221-0080-7
- Прикладная нелинейная оптика / В. Г. Дмитриев, Л. В. Тарасов. — Изд. 2-е, перераб. и доп. — М. : ФИЗМАТЛИТ, 2004 (Вологда : ПФ Полиграфист). — 512 с. : ил., табл.; 22 см; ISBN 5-9221-0453-5
- Прикладная нелинейная оптика : Генераторы второй гармоники и параметр. генераторы света / В. Г. Дмитриев, Л. В. Тарасов. — М. : Радио и связь, 1982. — 352 с. : ил.; 20 см.